# Mogyella nana
Mogyella nana är en mångfotingart som beskrevs av Christoph D. Schubart 1944. Mogyella nana ingår i släktet Mogyella och familjen orangeridubbelfotingar. Inga underarter finns listade i Catalogue of Life.